# Oddział szpitalny

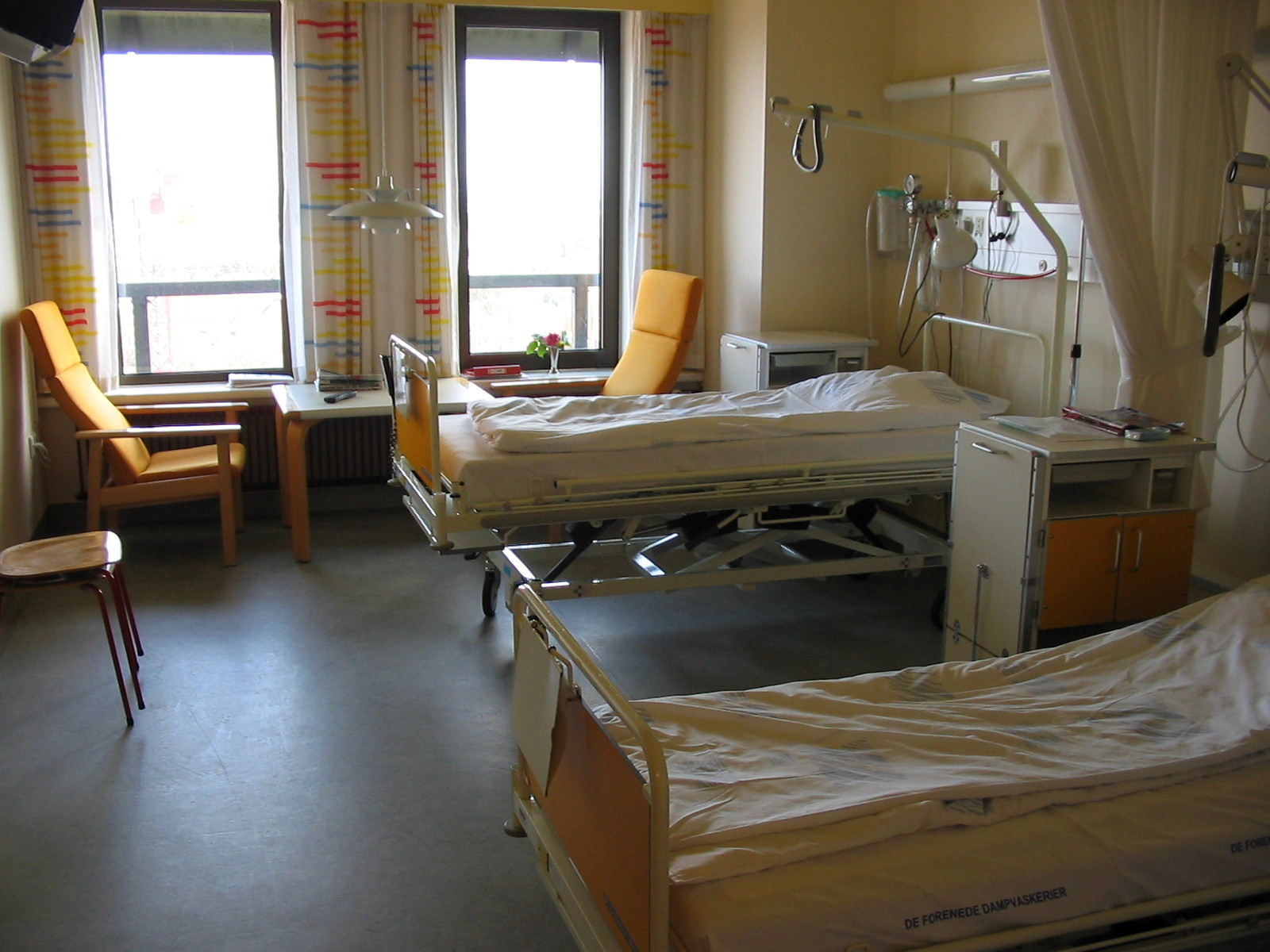
Sala chorych w nowoczesnym szpitalu w Danii

Oddział szpitalny – jednostka organizacyjna szpitala, świadcząca najczęściej całodobową opiekę lekarsko-pielęgniarską nad pacjentami. Istnieją także tzw. oddziały dzienne, zwłaszcza o profilu psychiatrycznym, na których chorzy przebywają tylko w wyznaczonych godzinach. Zdarza się, że oddział szpitalny posiada pododdziały (np. pododdział noworodkowy na oddziale pediatrycznym).
Oddziały noszą nazwy związane ze specjalnościami medycznymi: chorób wewnętrznych, pediatryczny, chirurgii urazowej, itd. Gdy oddziałów danego rodzaju w szpitalu jest więcej (np. w szpitalu psychiatrycznym), stosowane są dodatkowe oznaczenia liczbowe lub literowe.
Najważniejszymi pomieszczeniami na oddziale są sale chorych. Najczęściej oddział liczy kilka sal chorych i kilkadziesiąt łóżek. W skład oddziału wchodzą także inne pomieszczenia, takie jak dyżurka pielęgniarek, gabinet ordynatora, pokój lekarzy, kuchnia, świetlica, gabinet zabiegowy, brudownik, magazyny, itd.
Oddziałem kieruje ordynator, nierzadko istnieje także stanowisko zastępcy ordynatora.